# Ouled Driss (distrito)
Ouled Driss é um distrito localizado na província de Souk Ahras, Argélia. Sua capital é a cidade de mesmo nome. A população total do distrito era de 19 408 habitantes, em 1998.[carece de fontes?]

## Comunas
O distrito está dividido em duas comunas:
- Ouled Driss
- Ain Zana